# Blomsterlupin
Blomsterlupin (Lupinus polyphyllus) är en art i familjen ärtväxter som beskrevs av John Lindley 1837. Det är en trädgårdsväxt som infördes från Nordamerika på 1870-talet, och som har spritt sig i naturen.[källa behövs] Den förvildades i Sverige första gången 1870, i Skåne. Den finns listad som potentiellt invasiv av Naturvårdsverket och finns med på Finlands nationella förteckning över invasiva främmande arter, då den sprider sig lätt och tränger ut andra arter. Den återfinns ofta vid vägar, järnvägar, i trädgårdar och i ruderatmark.
 

Blomsterlupinen är en ärtväxt och fixerar kväve i marken, vilket leder till att våra inhemska ängsblommor trängs undan.  Ängsblommor växer i naturligt magra jordarna och tillskottet av kväve kan  göra att ängsblommor, som ofta är särskilt skyddsvärda, ersätts av mer kväveanpassade växter.

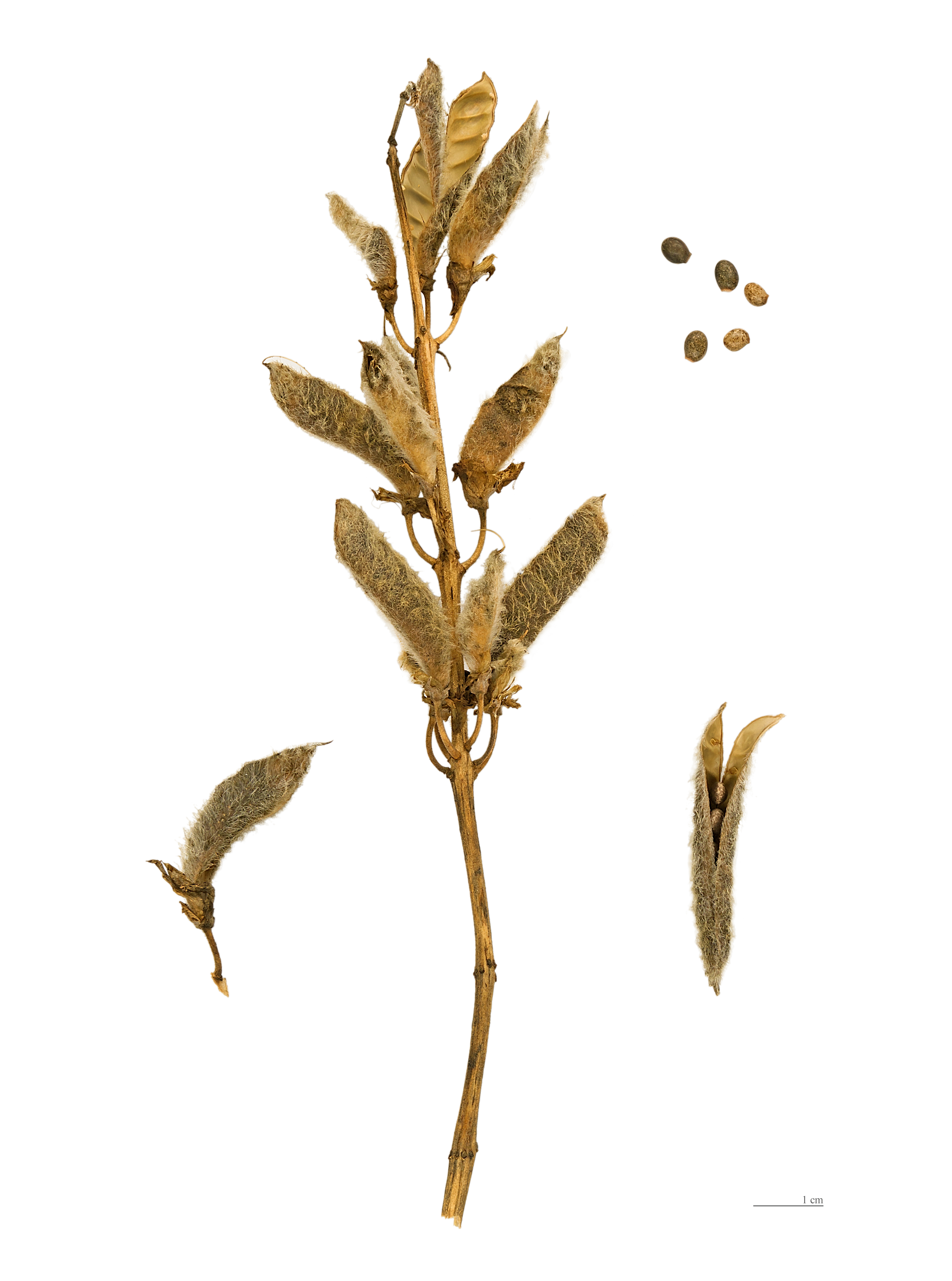
Lupinus polyphyllus.

## Bekämpning
Blomsterlupin är svår att utrota på grund av sitt rotsystem. Varje planta kan också producera flera hundra långlivade frön. Naturvårdsverket rekommenderar att man avstår från att plantera den och försöker förhindra att den sprider sig. Man kan rapportera förekomst av blomsterlupin på Artfaktas rapporteringstjänst.